# Gabinius
Gabinius (4. století? – 374 Brigetio) byl kvádský král ve druhé polovině 4. století, který byl na příkaz správce provincie Panonie Valeria Marcelliana zavražděn. V některých zdrojích je uváděn jako Vitrodorus syn kvádského krále Viduaria, který vládl až do poloviny 4. století, či byl jeho bratrancem a po porážce Viduaria Konstantinem II. byl zvolen králem. Jediným zdrojem o jeho životě jsou zápisky historika Ammiana Marcellina.
Pravděpodobně se rozhodl využít války císaře Valentiniana I. proti Alamanům, když v letech 371–372 spolu se Sarmaty a snad i Jazygy vtrhl do Panonie, kde způsobil velké škody. V reakci na to císař Valentinianus I. nařídil posílení provincie Panonie Valeria stavbou dalších pevností na severní hranici říše. Římské jednotky započaly opevňovací práce i na protějším, kvádském břehu Dunaje, na což Kvádové reagovali s pobouřením. Celou situaci ještě zhoršil pretoriánský prefekt Maximinus, když díky svému vlivu a intrikami nechal jmenovat svého syna Marcelliana správcem provincie Panonie Valeria (dux Valeriae Ripensis). Tím nahradil Equitia, který byl ochoten od stavby pevností upustit, a který již za to převzal od Kvádů úplatek. Gabinius apeloval na Marcelliana, aby zrušil výstavbu pevnosti a uzavřel s Kvády mírovou smlouvu, ale Marcellianus kvádské nabídky ignoroval. Nakonec Marcellianovou odpovědí bylo pozvání Gabinia v roce 374 na jednání do římského tábora Brigetia. Po skončení jednání na hostině byl Gabinius na příkaz Marcelliana úkladně zavražděn. Tento akt pobouřil Kvády natolik, že nečekaně překročili Dunaj do Panonie, kde zabili mnoho Římanů, kteří byli v té době zaměstnáni sklizní úrody. Ti, co nebyli zabiti, byli odvlečeni do zajetí. Celá msta byla téměř korunována zajetím Constantie, dcery Constantia II., cestující tehdy na západ na svatbu s mladým Gratianem. Constantii se před Kvády nakonec podařilo uniknout do Sirmia. Kvádové se v roce 375 spojili s bývalými spojenci Sarmaty a s dalšími barbary pustošili  území na jih od Dunaje. Magister militum v Illyricu Equitius vyslal proti nepřátelům dvě legie, které ale nedokázaly zkoordinovat svůj útok, přičemž v boji se Sarmaty byly poraženy.